# Пунта-Альмина (маяк)
Пунта-Альмина (исп. Faro de Punta Almina) — маяк в Сеуте.
Маяк расположен на одноимённом мысу на полуострове Альмина, самой восточной точке Сеуты.
Маяк был спроектирован Хуаном Мартинесом де ла Вилья в 1851 году, стоимость возведения составила 462 тыс. реалов, затраты частично взяли на себя герцоги Монпансье (Луиза Фернанда де Бурбон и Антуан Орлеанский), инициаторы строительства.
Высота маяка всего 16 м, но из-за его расположения на склонах горы Ачо, фокальная плоскость расположена на уровне 148 м над уровнем моря, благодаря чему его свет виден на 22 морские мили (около 40 км). Здание маяка каменное, с цилиндрической башней белого цвета. Оптика, которая в настоящее время находится в эксплуатации, быстроповоротная, на ртутном поплавке от Анри Лепота.